# Joe McKeehen
Joseph McKeehen est un joueur de poker professionnel américain, né le 28 juin 1991 dans le Comté de Montgomery (Pennsylvanie) en banlieue de Philadelphie. Il est le vainqueur du Main Event des World Series of Poker 2015.

## Biographie
Joe McKeehen a étudié les mathématiques à l'Université Acadia. En 2010, il remporte le championnat du monde de Risk,.

### Carrière au poker
Il découvre le poker dans son adolescence en regardant des retransmissions télévisées. Il commence à jouer en ligne sans chercher à y gagner de l'argent au début, et s'y met sérieusement lorsqu'il réalise qu'il peut gagner plus en une heure de poker qu'en une heure de travail avec son petit boulot dans une épicerie. Lorsqu'arrive le Black Friday en 2011 (interdiction de Full Tilt Poker et Pokerstars sur le marché américain), il commence à faire des tournois de poker live.
Il remporte son premier titre au poker en 2012, lors du tournoi turbo de No-limit Hold'em à 2 150 $ du PokerStars Caribbean Adventure, empochant 116 230 $. La même année, il participe pour la première fois aux World Series of Poker à Las Vegas.
En mars 2013, il remporte le WSOP Circuit à Atlantic City, empochant 174 147 $,. Puis sa première place payée au Main Event des WSOP 2013, finissant 489e pour 24 480 $.
En 2014, il finit 2e du Monster Stack des WSOP, face à Hugo Pingray, empochant 820 863 $,.
En 2015, alors qu'il vit toujours chez ses parents, il finit dans l'argent à quatre reprises aux WSOP,. Au Main Event, il gagne 7 683 346 $ et son premier bracelet,, étant resté en tête en nombre de jetons durant toute la table finale et battant Joshua Beckley,.
En février 2016, il finit 4e du Main Event du Borgata Winter Poker Open, une étape du World Poker Tour, empochant 249 267 $.
En juin 2017, il remporte son deuxième bracelet aux WSOP, au tournoi de limit Hold'em à 10 000 $ l'entrée, empochant 311 817 $,.
En juin 2018, aux WSOP, il termine 3e de l'event #21 1,5k$ NLHE - Millionaire Maker et remporte 538 276 $.
En octobre 2018, Joe McKeehen cumule plus de 15,5 millions de dollars de gains en tournois live.

### Bracelets WSOP
| Année | Tournoi                             | Prix (US$)  |
| ----- | ----------------------------------- | ----------- |
| 2015  | $10,000 No Limit Hold'em Main Event | 7 683 346 $ |
| 2017  | $10,000 Limit Hold'em Championship  | 311 817 $   |